# Фролов, Сергей Владимирович
Сергей Владимирович Фролов (укр. Сергій Володимирович Фролов; род. 1 июля 1959, с. Игоревка, Сумская область) — украинский композитор, музыковед.

## Биография
Родился 1 июля 1959 года в селе Игоревка  Бурынского района Сумской области (Украинская ССР).
Закончил Сумское музыкальное училище, курсы повышения квалификации при Министерстве культуры УССР, музыкально-педагогический факультет Сумского пединститута им. А. С. Макаренко, учился в теоретической аспирантуре  НМАУ им. П. И. Чайковского - (научный руководитель — доктор искусствоведения, профессор Н. А. Давыдов и аспирантуре БГИИК, руководитель  - доктор философских наук, профессор  А. С. Клюев).
Трудовую деятельность начал в 15-ти летнем возрасте в учреждениях культуры.
- 1989 — концертмейстер, артист оркестра Государственного ансамбля песни и танца Коми АССР «Асъя Кыа»
- 1993 — концертмейстер ансамбля песни и танца «Визерунок», (г.Харьков)
- 1994—2004 — концертмейстер, артист профессионального ансамбля песни и танца «Завалинка», (город Старый Оскол, Белгородская область)
- 2009—2010 — преподаватель, концертмейстер Белгородского института культуры и искусств
- 2006 - член Национального Союза композиторов Украины, (укр. Національної Спілки композиторів України),
- 2016 - член Международного союза композиторов "XXI век", (г. Москва).
- 2021 - член Российского музыкального союза (РМС).
- 2024 - член Российского творческого союза работников культуры (РТСРК)
- 2025 - член Союза деятелей культуры и искусства (СДКиИ)

C 1982 года  написано около 240 сочинений различных жанров — песни, инструментальные произведения для баяна, оркестра русских народных инструментов.
В настоящее время живет в Белгородской области.

## Список основных произведений
- 1994 — «Интермеццо» — конкурсная пьеса международного композиторского конкурса, посвященного 75-летию оркестра им. Н.Осипова для оркестра русских народных инструментов (Москва).
- 1998 — песенный цикл «Рождественская сказка» на стихи поэтов серебряного века
- 1999 — песенный цикл «Путник» на стихи Р. Горевича
- 2001 — песенный цикл «Птицы России» на стихи В. Щиголева
- 2002 — Концерт для баяна с оркестром
- 2004 — кантата «Плач Ярославны в Путивле»

Автор ряда публикаций по вопросам баянного исполнительства, участник международных конференций. 
- 2012 год - монография «Формирование аккомпаниаторских навыков баяниста», (ВВП «Мрія-I») г. Сумы, под редакцией профессора Национальной музыкальной академии Украины им. П. И. Чайковского, доктора искусствоведения Н. А. Давыдова.
- 2015 год — сборник вокальных произведений «У матери моей», под редакцией заслуженного деятеля искусств Украины, профессора Сумского государственного педагогического университета им. А. С. Макаренко И. П. Заболотного.
- 2017 год -  сборник инструментальных пьес.
- 2018 год -  сборник детских произведений "Не исчезают в жизни чудеса", (ВВП «Мрія-I») г. Сумы, редактор, заслуженный деятель искусств Украины, профессор И.П.Заболотный;
- 2019 год - "Концертні п'єси для баяна", (ВВП «Мрія-I») г. Сумы, редактор - кандидат искусствоведения, доцент БГИиК   М.И.Шарабарин.
- 2020 год - "Азбука баяниста-концертмейстера", учебное пособие; (ВВП «Мрія-I») г. Сумы, рецензенты: профессор И.П.Заболотный, доцент И.И.Мартыненко.

Наиболее известные произведения: — «У матери моей» — на стихи В. Щиголева, «К памяти умерших» — на стихи Р. Горевича, «Ива» — на стихи Н.Карпеко,  «Родная Белгородчина» — на стихи В.Молчанова,"Баллада о Прохоровском поле" - на стихи Г.Лагздынь, другие.

## Дискография
- 2002 — «Да будет мирен их покой», из песенного цикла «Путник» — двойной альбом хора «Благозвонница» Патриаршего подворья Заиконоспасского монастыря, художественный руководитель и регент — Иеромонах Петр, хормейстр — заслуженный артист России Е. Коротеев (г.Москва), хора подворья Городокского Свято-Николаевского женского монастыря (г. Ровно.)
- 2005—2012 отдельные песни и хоры в исполнении ансамбля песни и танца «Завалинка», ансамбля песни и танца ассоциации «Промагро» (г. Старый Оскол).